# Alfred Overmann
Alfred Overmann (* 6. November 1866 in Bergheim; † 7. Februar 1946 in Erfurt; vollständiger Name: Alfred Julius Gottfried Overmann) war ein deutscher Historiker und Direktor des Stadtarchivs Erfurt.

## Leben
Alfred Overmann legte sein Abitur am Friedrich-Wilhelm-Gymnasium (Köln) ab. Er studierte Geschichte, Germanistik und Kunstgeschichte an der Universität Berlin. 1892 erfolgte die Promotion. 1893 arbeitete er als Volontär am Stadtarchiv Köln. Ab 1894 arbeitete er als Assistent am Bezirksarchiv Straßburg. 1899 war er Volontär am Geheimen Staatsarchiv Berlin und wurde im selben Jahr Mitarbeiter des Staatsarchivs Münster.
Ab 1901 war er Direktor des Stadtarchiv Erfurt und leitete bis 1908 gleichzeitig im Nebenamt die Stadtbibliothek. Ebenfalls im Nebenamt leitete er von 1901 bis 1912 das Städtische Museum Erfurt. Seit 1901 war er Mitglied im Verein für Kunst und Kunstgewerbe und bis 1933 im Vorstand tätig. Von 1904 bis 1928 erteilte er Kurse an der Kunstgewerbeschule Erfurt und ab 1911 nahm er Lehraufträge im Fach Kunstgeschichte wahr. 1906 gehörte er zu den Gründungsmitgliedern des Vereins „Museumsgemeinde zu Erfurt“.
Am 1. Januar 1913 nahm Overmann eine nebenamtliche Tätigkeit als Leiter des Städtischen Museums Nordhausen auf und begann mit der systematischen Neuorganisierung der Einrichtung an den jeweiligen Wochenenden. Im selben Jahr wurde er zum Professor ernannt. 1923 ging Overmann zurück nach Erfurt, wo er sich wieder den historischen Forschungen zuwandte.
Von 1913 bis 1933 war er Vorsitzender des Literaturvereins. Er war Mitglied der Akademie gemeinnütziger Wissenschaften, des Vereins für die Geschichte und Altertumskunde von Erfurt und des „Genealogischen Abends“.
1943 verließ er nach 47 Ehejahren seine jüdische Frau und die vier Kinder. Seine Frau wurde 1944 deportiert und kam ums Leben.

## Veröffentlichungen (Auswahl)
- Die ersten Jahre der preußischen Herrschaft in Erfurt, 1802–1806. Festschrift zur Feier der hundertjährigen Zugehörigkeit Erfurts zu Preussen. Keysersche Buchhandlung, Erfurt 1902, DNB 575334568.
- Die älteren Kunstdenkmäler der Plastik, der Malerei und des Kunstgewerbes der Stadt Erfurt. Richters, Erfurt [1912], OCLC 252453423.
- Erfurt in zwölf Jahrhunderten. Eine Stadtgeschichte in Bildern. Richters, Erfurt 1929, DNB 361275498; Nachdruck: Verl.-Haus Thüringen in der Verl. und Dr. Fortschritt Erfurt, Erfurt 1992, ISBN 3-86087-076-9 (in Fraktur).
- Erfurt in Thüringen. Mit Adolf Bergmann. Hrsg. vom Verkehrsverein. Ohlenroth, Erfurt 1912, DNB 575334541.
- Die Urkunden des Augustiner-Eremitenklosters. 1331–1565. (= Historische Kommission für die Provinz Sachsen und für Anhalt [Hrsg.]: Geschichtsquellen der Provinz Sachsen und des Freistaates Anhalt, Neue Reihe. Band 16). Selbstverlag der Historischen Kommission, Magdeburg 1934, urn:nbn:de:bsz:14-db-id18962271392.